# Macrobiotus lusitanicus
Macrobiotus lusitanicus är en djurart som tillhör fylumet trögkrypare, och som beskrevs av Walter Maucci och Durante Pasa 1986. Macrobiotus lusitanicus ingår i släktet Macrobiotus och familjen Macrobiotidae. Inga underarter finns listade i Catalogue of Life.